# بحيرة ورثير سي

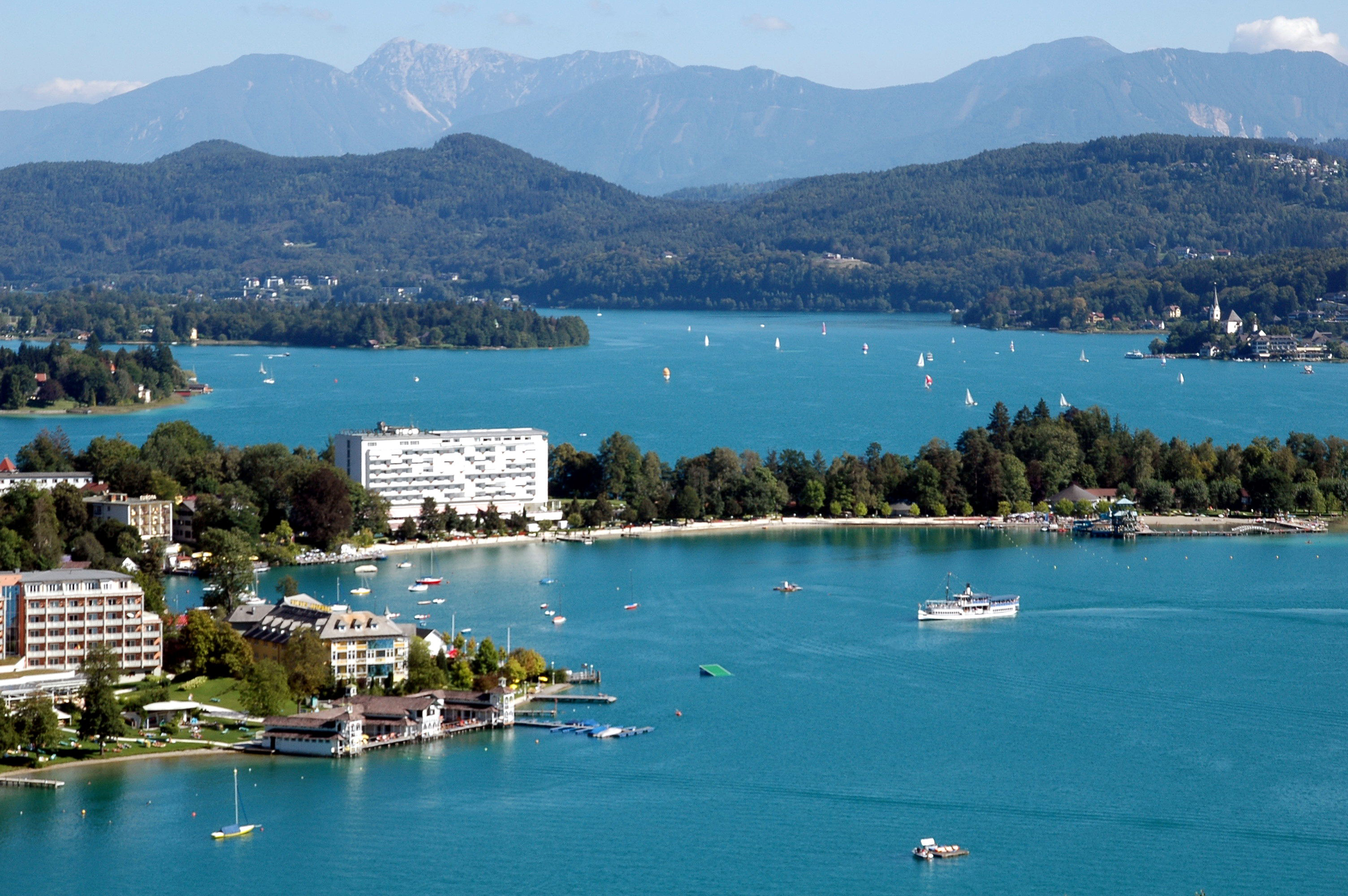
بحيرة ورثير سي

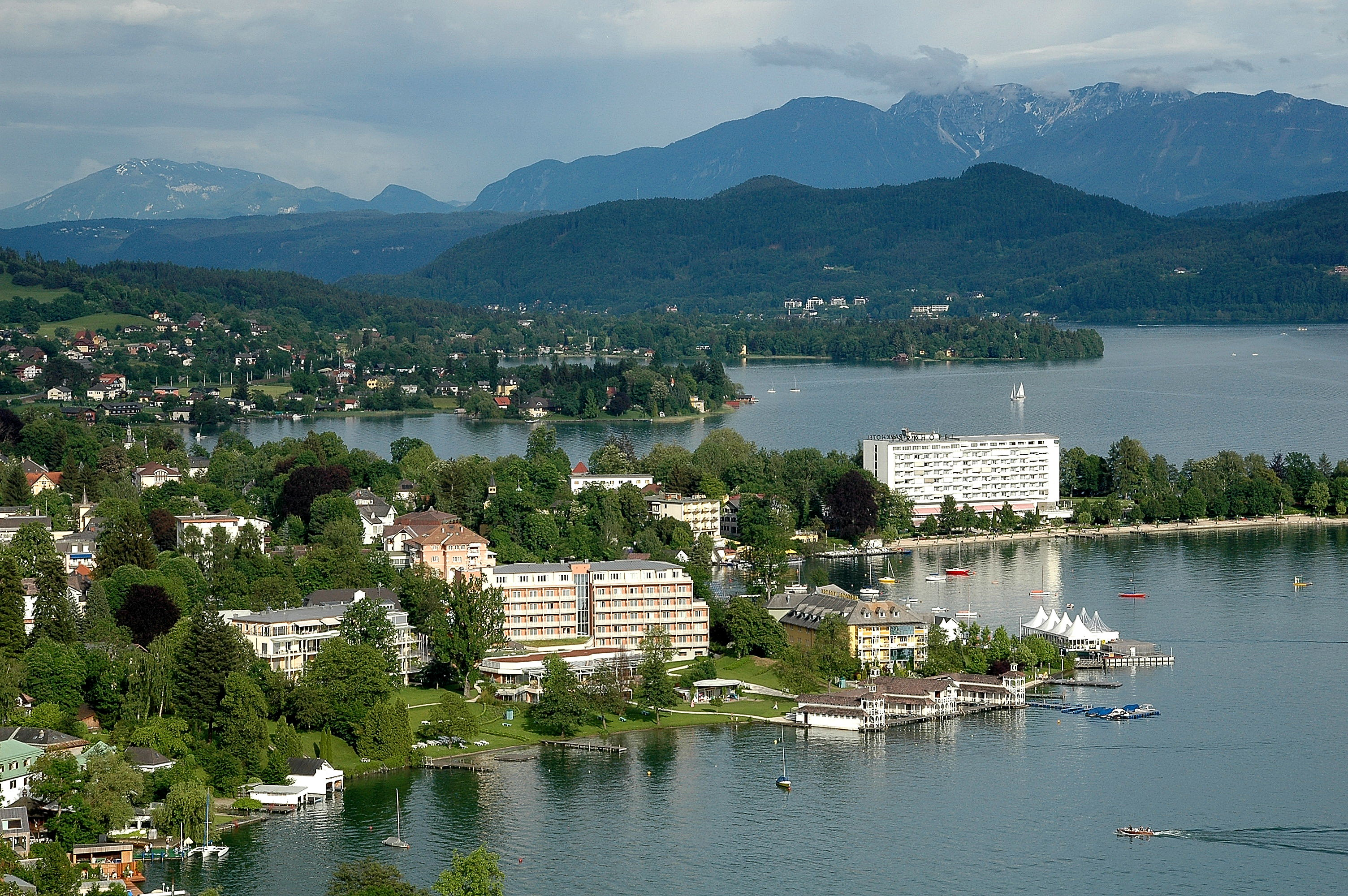
ورثير سي

## معلومات عامة
تقعُ بحيرة «ورثير سي» في إقليم «كارينثيا» على الحدود مع إيطاليا وسلوفيني. هي أشهر بحيرات النمسا وهي مُخبأةٌ وسط الجبال ومنحدرات التلال وتتمتعُ بمناخٍ متوسطي وهي واحدةٌ من الوجهات السياحيّة ذات الشعبية الكبيرة لقضاء العطلات في فصل الصيف. تشتهرُ المنطقة بالمناسبات العديدة التي تجري حول البحيرة وخصوصاً في فصل الصيف بالإضافة لحياة الليل النابضة بالحياة. قلب المنطقة الذي يضمُّ في الحقيقة خمس بحيراتٍ هي بحيرة «ورثير سي» نفسها والتي يبلغُ طولها 17كم ودرجة حرارة مياهها 27 درجة مئوية في فصل الصيف. البحيرة مُحاطةٌ بثمان مدن وبالعاصمة الإقليمية «كلاغنفورت». القيام بنزهاتٍ في القارب والاستمتاع بالمأكولات المحليّة الخاصة أو المشاركة في تناول عشاء الذواقة على المصطبات عند جوانب البحيرة هي نشاطاتٌ ذات شعبيّة يُشاركُ فيها ضيوف هذه المنطقة.

## أهم الاماكن السياحية

### جبل بيراميدن كوغل
عند الصعود إلى هذا البرج Pyramidenkogel Mountain تستطيع الاستمتاع بمناظرٍ رائعةٍ لكلِّ المنطقة أثناء وقوفك على واحدةٍ من المنصات البانورامية الثلات الموجودة فيه. وبفضلِ موقعه الفريد على ارتفاع 905م يتيحُ البرج البانورامي الموجود على جبل Pyramidenkogel رؤيةَ مشهدٍ مُبهرِ فوق الجبال الساحرة لإقليم «كارينثيا» والبحيرات والوادي. يمكن الوصول إلى المنصة البانورامية خلال 24 ثانية بواسطة مصعد.

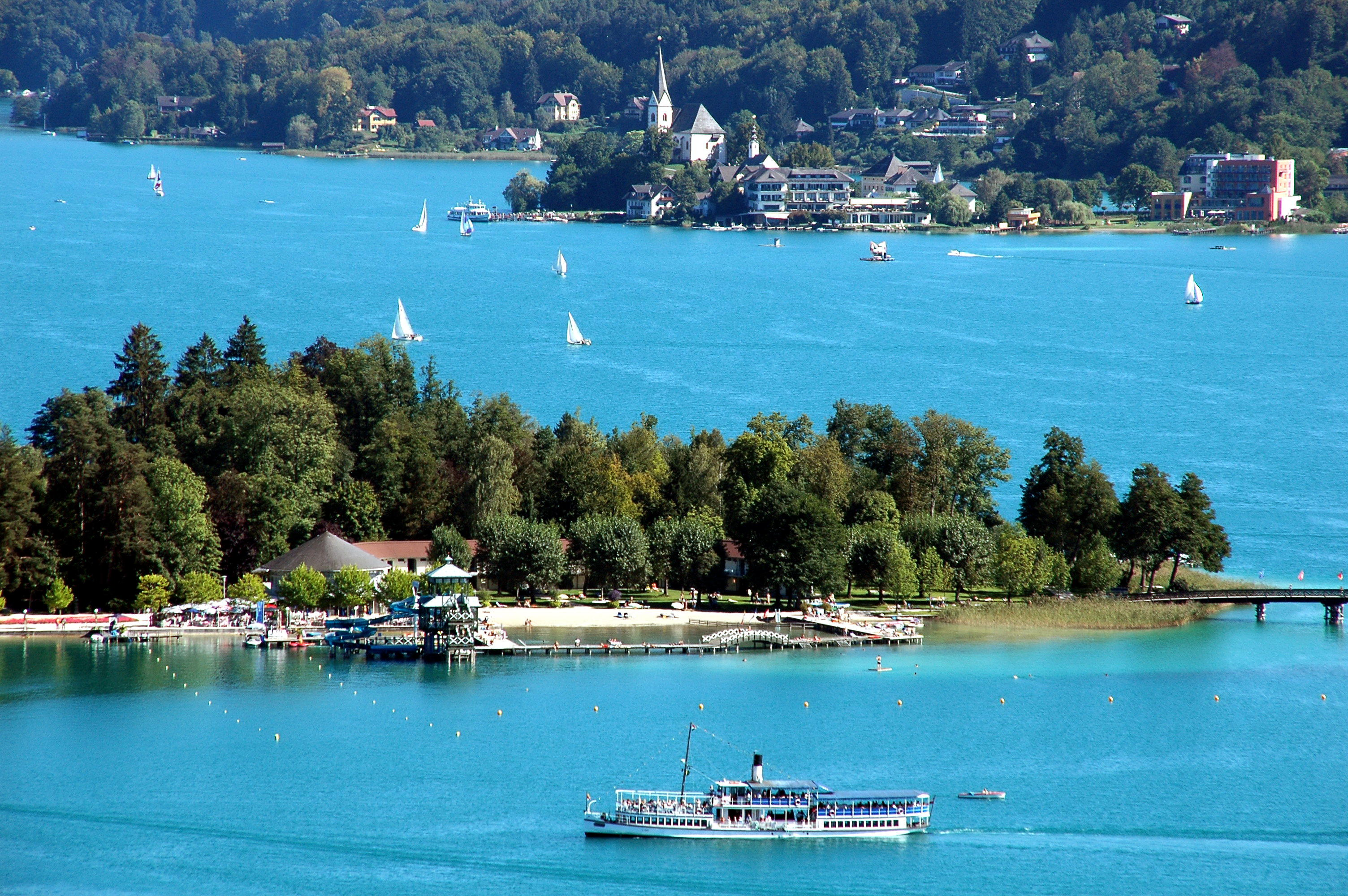
رحلات القوارب في ورثير سي

### رحلات بالقوارب في بحيرة ورثير سي
تُبحِرُ أربعة قوارب للتنزه في البحيرة يومياًمن شهر أبريل وحتى شهر أكتوبر من Klagenfurt وحتى Velden ثم تعود إلى Klagenfurt. من الممكن القيام بزيارةٍ للعديد من الأماكن الجميلة خلال القيام بهذه الجولة السياحية وتستطيع أن تنزل في أيٍّ من الموانئ الصغيرة وتغادر منها خلال الرحلة. باستخدام بطاقة بحيرة «ورثير سي» يحصل الضيوف على حسم يبلغُ 50%. تتوفر أيضاً رحلاتٌ للقيام بالمغامرات مثل الرحلات الليلية تحت ضوء القمر.

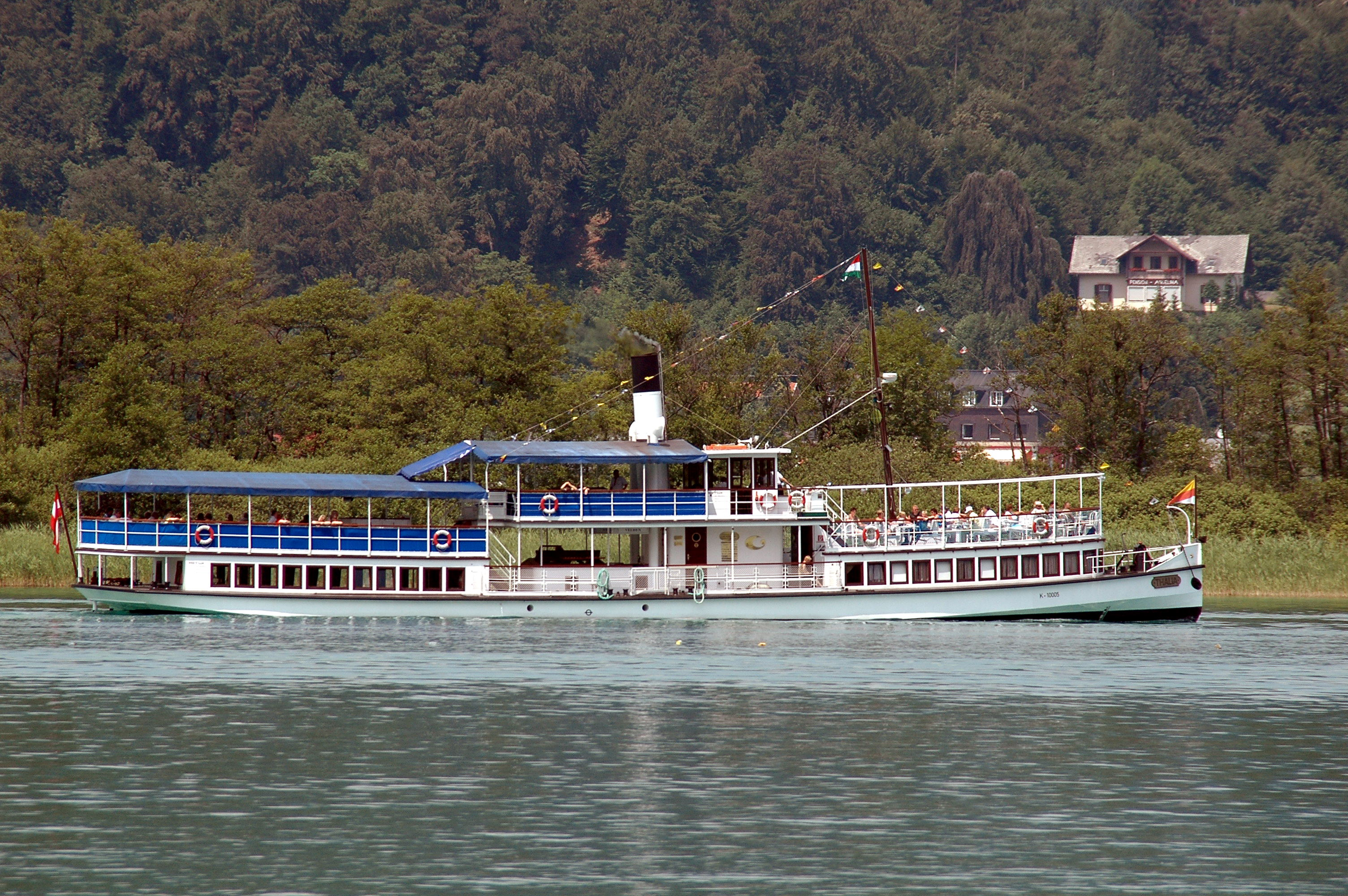
العبارات في ورثير سي

### عبّارة ويندسور
تستطيع زيارة الأماكن الأكثر جمالاً في بحيرة «ورثير سي» بخصوصيةٍ تامةٍ وأنت على متنِ اليخت الخاص "MS Windsor". يبلغُ طو ل اليخت 10 أمتار ويتّسعُ ل20 شخص، ويحتوي اليخت على مستلزمات مثل تلفاز بشاشة مسطحة وعدة للشواء. سوف يُريكَ ربانُ اليخت أفضل البقع حول البحيرة وتقدمُ المأكولات المحليّة الخاصة أو المأكولات الخفيفة والمشروبات المنعشة.

### قرية فيلدين
تُعرفُ قرية «فيلدين»Velden village، بتاريخه العريق كمنتجعٍ شاطئي. تحتوي القرية على العديد من المطاعم اللطيفة والبارات وكازينو ومُتنزه جميل جداً. إنها واحدة من أكثر القرى ذات الشعبية حول بحيرة ورثير سي.

### الجولة السياحيّة في كلاغنفورت
تقعُ Klagenfurt –عاصمة إقليم «كارينثيا»- في الجانب الشرقي من بحيرة «ورثير سي». تستطيع أن تستكشف تاريخ Klagenfurt الذي يعود إلى 800 عام عند قيامك بالتنزه في أرجاء البلدة القديمة. يوجدُ في برج كنيسة الأبرشية منبرٌ لطيفٌ تشاهد منه مناظراً مذهلةً تقع فوق المدينة. تضمُّ وسط المدينة أيضاً مرافقاً للتسوق تتنوعُ بين محلات البقالة الصغيرة ومتاجر الماركات الشهيرة. تبدأ الجولة السياحيّة التعريفيّة من عند مكتب السياحة وتدوم لمدة ساعة أو ساعتين.

### تلفريك جبل غرليتزن
من الممكن الوصول إلى تلفريك جبل غليتزن، Gerlitzen، خلال 15 دقيقة بواسطة السيارة من عند بحيرة «ورثير سي». يبلغ ارتفاع قمة جبل Gerlitzen 1.909م فوق مستوى سطح البحر وهي وجهة سياحيّة ممتازة من أجل التجوِّل مشياً على الأقدام في فصل الصيف وممارسة التزلج في فصل الشتاء. مشاهدة المنظر البانورامي الذي يقع فوق الجبال والبحيرات هو شيء مذهل.

### عالم «ميني مندوس» للمجسمات
يأخذُ «ميني مندوس» الزوار في رحلةٍ حول العالم بشكلٍ مصغرٍ. Minimundus miniature world، يحتوي على 150 نموذجاً من المباني والقطارات والسفن المعروفة. هو بمثابة متنزه صغيرٍ تستطيع أن تتمشى في أرجاءه وتمرَّ بمجسماتٍ لمباني مثل مبنى دار الأوبرا في سيدني وبرج إيفل وتستطيع أن تلتقط صورة أمام تاج محل وتستمتع بتناول الآيس كريم أمام كنيسة القديس بطرس أو تبُدي الإعجاب بتمثال الحرية.
العناصر الأساسيّة في «ميني مندوس» هي النماذج المبنيّة بالانتباه لأدق التفاصيل على مقياس 1:25، وإذا كان من الناحية التقنية ممكنا فانه تم استخدام مواد أصليّة مثل الحجر الرملي والبازلت أو الرخام. وحتى أدق التفاصيل مثل مصاريع النوافذ والزخارف ومصابيح الشوارع مصنوعة بدقة هنا. تتمتع النماذج الفنيّة بشعبيّة خاصة ومثال على ذلك القطارات المختلفة التي تدور محدثةً ضجةً في مسارها عبر المتنزه أو المكوك الفضائي الذي ينطلق في رحلة إلى عوالمٍ جديدةٍ كل ساعة.

### قلعة لاندسكرون
تثبتَ السيوف القديمة والكتابات المحفورة على الحجارة والقبور الموجودة على التلة أن قلعة «لاندسكرون»، Castle Landskron، قد أسست في القرن التاسع الميلادي. يعود بك مطعم الذواقة في القلعة إلى القرون الوسطى حيث تتناول عشاءك كفارسٍ من القرون الوسطى. تستطيع أيضاُ أن تقوم بزيارة عرض للطيور ومشاهدة 93 من قرود المكاك اليابانية وهي تتجول بحرية في بيئتها المخصصة لها.

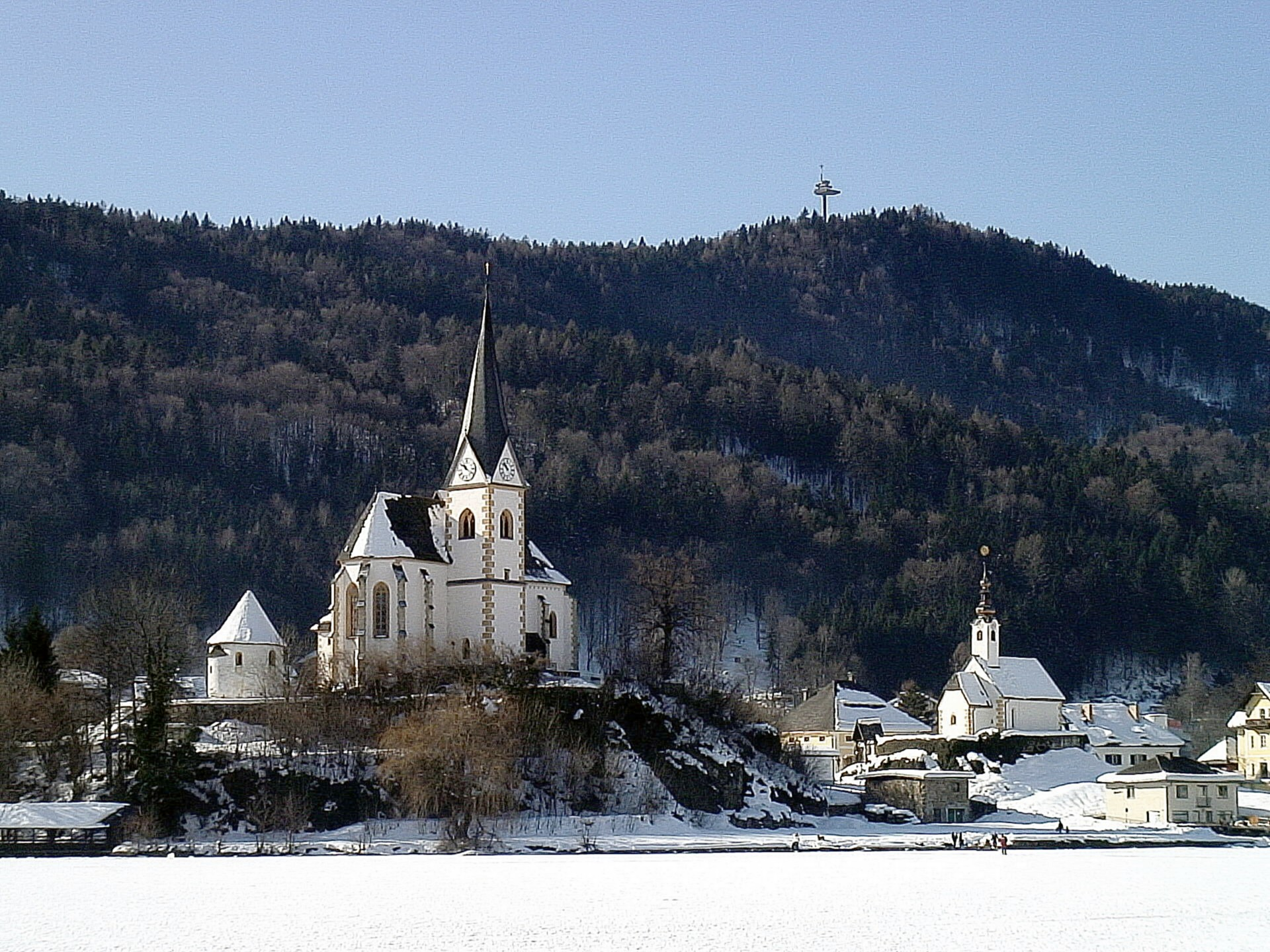
كنيسة

### وادي المغامرة العائلي
أُسسَ متنزه المغامرة العائلي في مضيق تشبشلوت، Tscheppaschlucht، في بيئة طبيعية. تستطيع أن تتسلق في ممراتٍ ترتفع عن الأرض مسافة متر أو مترين أو ترفع معدل الأدرنالين في جسمك عند تسلق ممر «خفافيش الثعلب الطائر» الأطول في النمسا. يرتفع مسافة 42م فوق الأرض ويبلغ طوله 300 م. يشكل وادي Tscheppaschlucht أيضاً وجهةً سياحيّةً مثاليةً للقيام بنزهاتٍ عائليةٍ سيراً على الأقدام عبر دروبٍ صغيرة وجسور وسلالم منتشرة في كل مكان في المضيق.

### لوبليانا
لوبليانا، Ljubljana، هي عاصمة سلوفينيا، وهي مدينة أوروبية تقعُ بين جبال الألب والبحر الأدرياتيكي في حوضٍ نهريٍ حيث يصبُ نهر «لوبليانيكا» في نهر «سافا». تستطيع الوصول بسهولةٍ إلى مركز مدينة لوبليانا خلال 45 دقيقة بواسطة السيارة انطلاقاً من بحيرة «ورثير سي». تتمتعُ لوبليانا بوجود كلِّ المنشآت التي توجدُ في عاصمةٍ حديثةٍ ومع ذلك فقد حافظت على كونها مدنيةً صغيرة ًحميميّة ًذات أجواء مريحة.

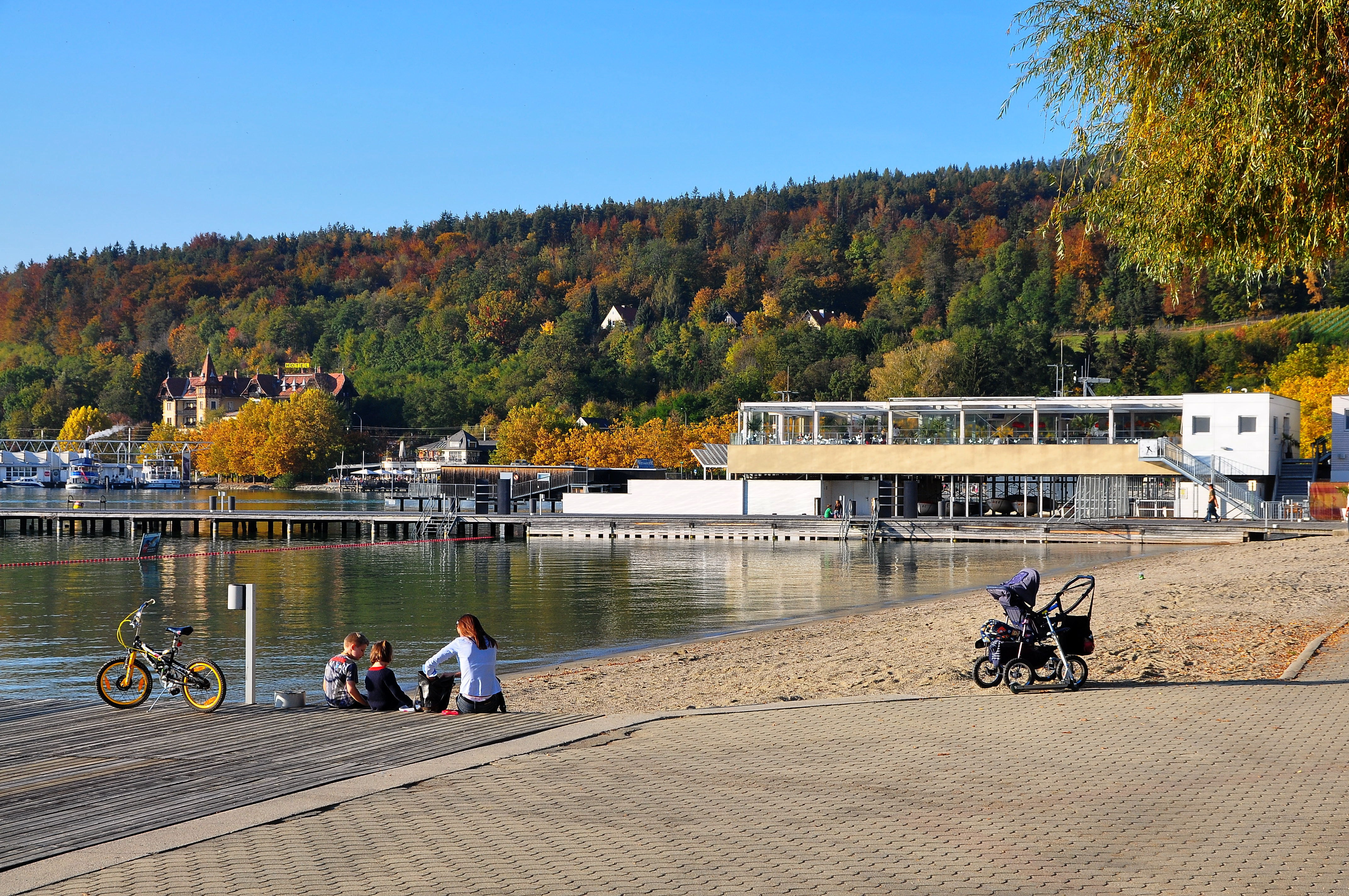
منتزهات ورثير سي

### مُتنزه بورتسكاك
تتفتحُ الأزهار على امتدادِ المتنزهُ الموجود في قرية بورتسكاك، Pörtschach، كلَّ سنة. تشاهدُ المنظرَ الرائع فوق بحيرة «ورثير سي» خلال تجولك مشياً على الأقدام على طول المتنزه. قرية Pörtschach هي واحدةٌ من أكثر الأماكن شعبيةً للاستمتاع بمشاهدة منظر غروب الشمس فوق البحيرة خلال جلوسك على واحدِ من أرصفتها الأنيقة. تمتدُ القرية بأكملها فوق شبه جزيرة وتضمُّ العديد من المباني التاريخية الجميلة والذي بُنيت على الطراز المعماري المُميَّز في «ورثير سي» وهو مزيجٌ بين الفن الجديد (آرت نوفو) والرومانتيكيّة المحليّة وبين الأسلوب الباروكي التعبيري والأسلوب المعماري للريف الإنكليزي.

### كازينو فيلدين
يجعلُ تنظيمُ أماكن الجلوس المسقوفة المجاورة للبحيرة والمنظرُ فوق بحيرة «ورثير سي» من الكازينو الموجود في قرية «فيلدين»،Casino ،Velden مكاناً ذي شعبية للالتقاء بالأصدقاء وتناول العشاء. يقدمُ مطعمُ الذواقة المأكولات العالميّة بطريقة جديدة.

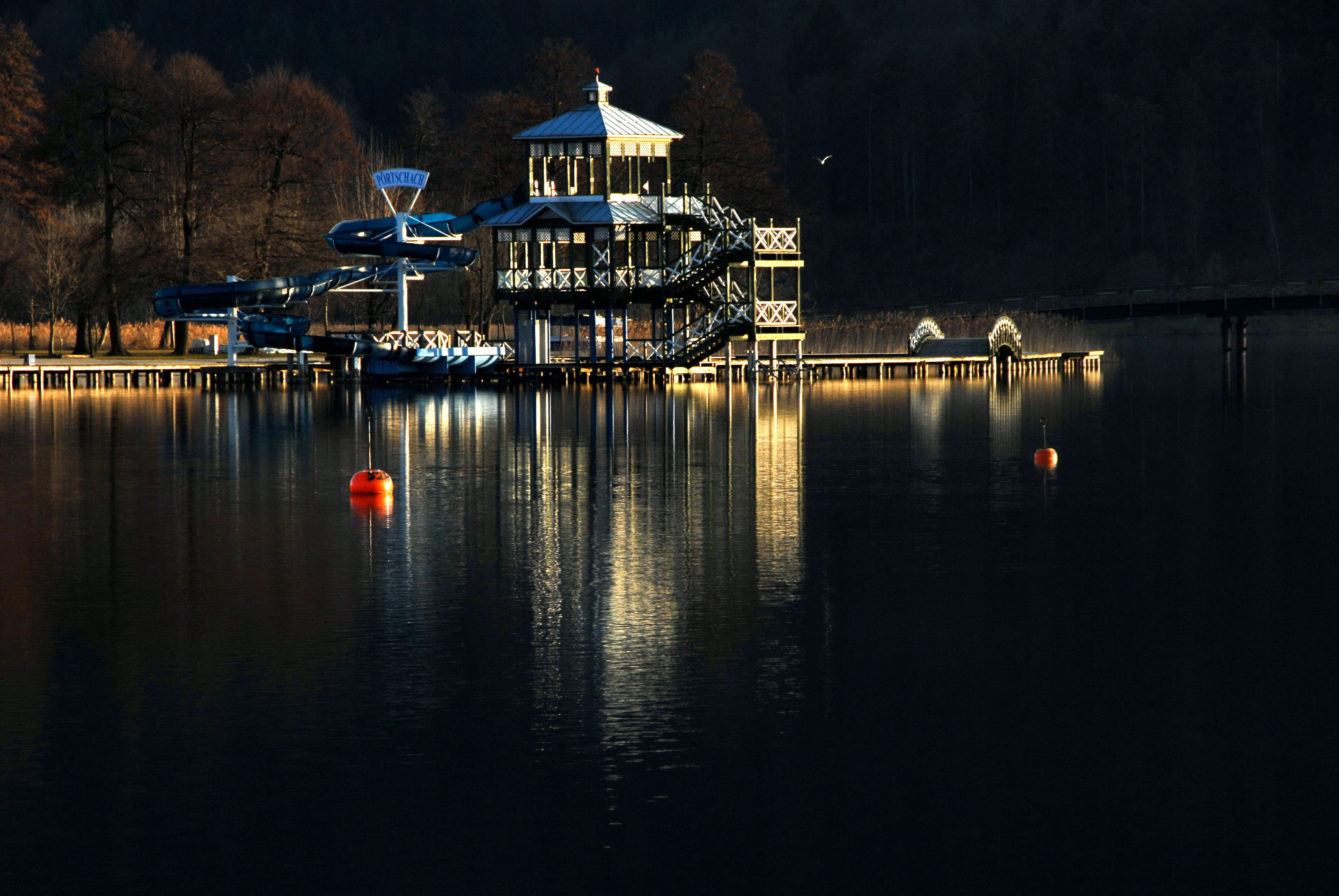
كازينو

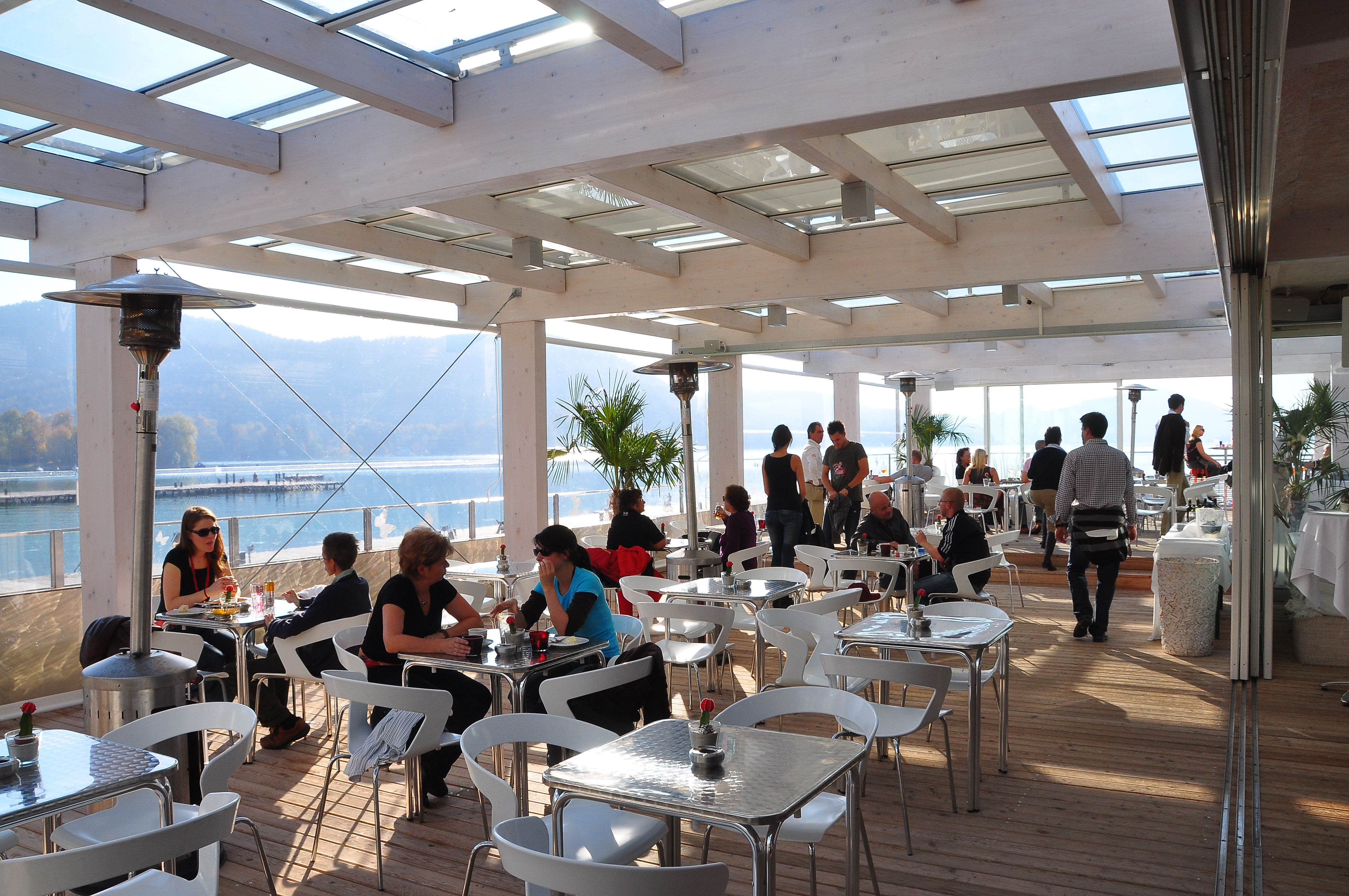
كلاغنفورت

### سيتي أركاديس كلاغنفورت
لقد كان مجمعُ «سيتي أركادس» City Arcades Klagenfurt، منذ افتتاحه في مارس عام 2006، نقطةَ التقاء لكلِّ الكارينثيين وكذلك للزوار. سوف تجدُ في الطوابق الثلاثة متاجرَ لبيع أزياء الموضة وكل ما يتعلق بالرياضة ومستحضرات العناية بالجمال والصحة وبيع الأطعمة والاجهزه التكنولوجية وأماكن لممارسة الهوايات، وتُشَجِعُ الكثير من المطاعم المميزة الضيوف على أخذِ استراحة. ويوفر مجمعُ «سيتي أركادن كلاغنفورت» كلَّ شيءٍ تحت سقف واحد، من مستلزماتِ الحياة العصرية والأزياء الحديثة وآخر الابتكارات التكنولوجية والهدايا التذكارية.
ساعات العمل:
من الإثنين إلى الجمعة: من الـ9 صباحاً وحتى 7:30 مساءً
السبت: من الـ9 صباحاً وحتى الـ6 مساءً.

### المدينة القديمة في كلاغينفورت
التسوق في مركز المدينة التاريخي، Klagenfurt Old Town. حيث كلاغينفورت ليست مجرد مدينة نابضة بالحياة ولكنها أيضاً مدينة تاريخية. فقد حدّدَ معماريون بارعون من إيطاليا المظهرَ الخارجي للمدينة القديمة التاريخية. بإمكانك اكتشاف مباني مذهلة تعودُ لعصر النهضة وباحات داخلية مُقنطرة ظليلة عند التجول في المدينة القديمة الخالية من السيارات، بينما تتسوق من ملابس المصممين الأكثر أناقة في معارض الأكثر عصرية وحتى الهدايا التذكارية والمأكولات التقليدية الخاصة بكارينثيا.
اختتم جولة التسوق بتناول عشاءٍ لذيذٍ واستمتع بالمأكولات المحلية أو العالمية، تذوق الأطباق التقليدية الخاصة بكارينثيا مثل «الكاسنودل» (معجنات وعائية الشكل مملوئة بالجبن المُخثر) أو «الريتشرت» (طبق كسرولة مصنوع من الشعير). سوف تجدُ في المدينة القديمة في كلاغينفورت الكثير من الفنادق والمطاعم التي تقدم كل هذه المأكولات الخاصة.

## مطاعم وفنادق

### مطعم زيشبيتس
يقدم مطعم زيشبيتس، Restaurant Seespitz، مأكولات من المطبخ المحلي والمتوسطي في مبنى ذي طراز معماريٍّ عصري واقعٍ مباشرةً على ضفة بحيرة فورثير سي.

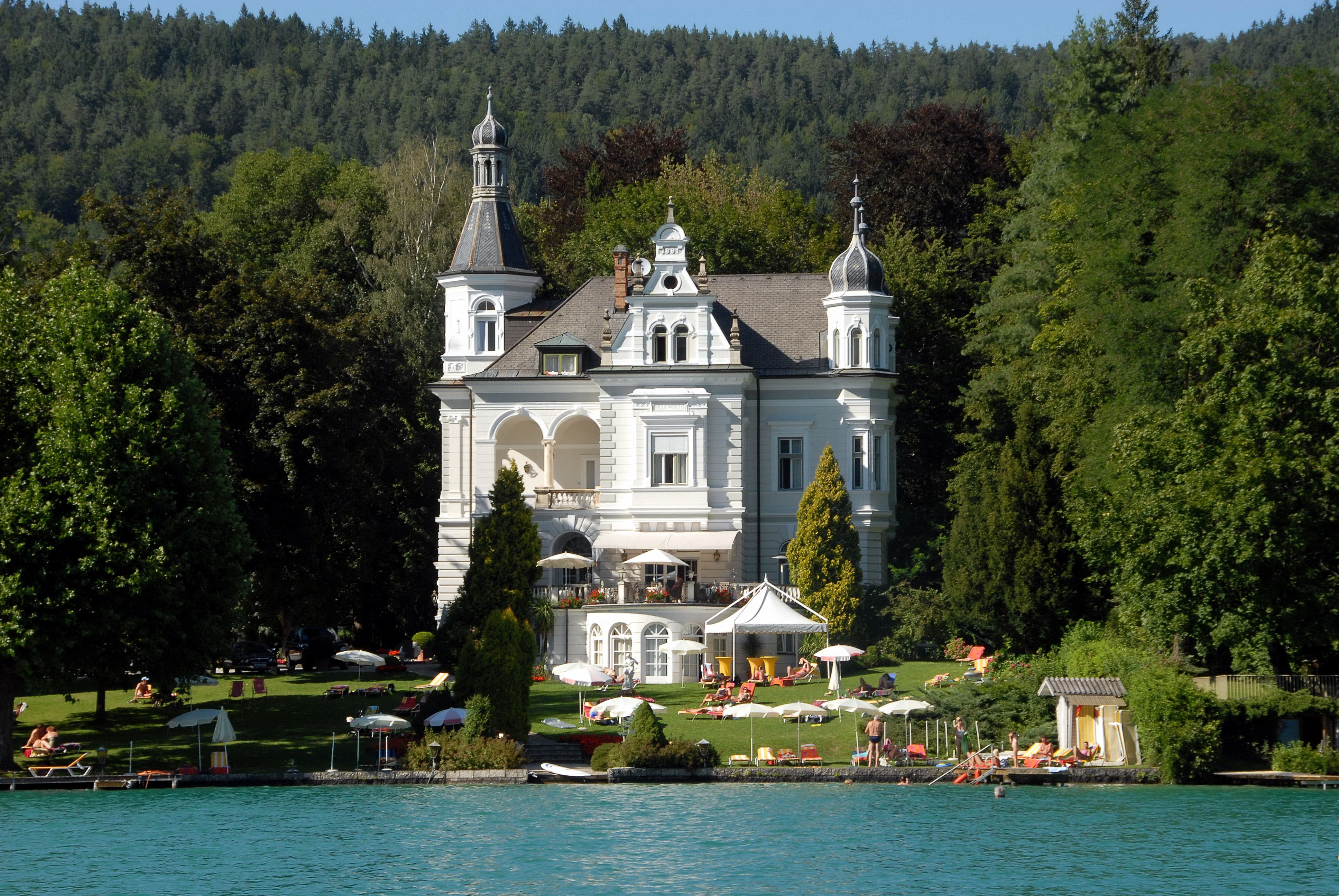
مطعم في ورثير سي

### مطعم كاراميه
مطعم الذواقة، Restaurant Caramé. يقعُ هذا المطعم الأنيق والعصري مباشرةً في مركز مدينة فيلدين. حاز المطبخ المُبدع على 16 نقطة في دليل Gault Millau الفرنسي للطهو.

### مطعم لا بالانس
يستخدم المطعم الموجود في مدينة «بورتشاخ»، Restaurant La Balance، حصرياً أغذيةً عالية الجودة مأخوذة من المنطقة المحيطة به. وتوفرُ بحيرة فورثيرسي أسماكاً ممتازة؛ كما تُحضَرُ اللحوم والخضراوات مباشرةً من المزرعة الخاصة بالمطعم. الجدير ذكره ان رئيس الطهاة يأخذ في عين الاعتبار العناصرَ الأربعة وأيضا مراحل القمر في الحسبان وذلك لإعداد الطبق الذي سوف يساهم في إحساسك بالعافية.

### مطعمُ ليون
يستخدمُ مطعم ليون، Restaurant Leon، لحومَ الحيوانات محلية المنشأ والتي تأكل الحشائش والأعشاب التي تنمو على صفوح جبال كارينثيا ذات الرائحة الزكية. تُشترى الخضراوات من المزارع العضوية في إيطاليا والنمسا. ولذلك قد حازَ المطعم الذي يركز على الطعام الصحي والإنتاج المحلي على قُبعتيْ طهاةٍ في دليل المطاعم Gault Millau الفرنسي.

### مطعم لاندهاوسهوف
إنَّ «لاندهاوسهوف»، Restaurant Landhaushof. هو مطعم نمساويٌّ نموذجيٌّ يقع في مركز كلاغينفورت، فهو يقعُ في مبنىً تاريخيٍّ، إنّه الـ «لاندهاوس» / «المنزل الريفي» الذي يكون مقرَّ البرلمان الإقليمي. بإمكانك أن تتناول وجبة العشاء هنا تحت القناطر الجميلة أو في الفناء الداخلي للمبنى الخالي من السيارات. توجد على قائمة الطعام العديد من الأطباق النمساوية التقليدية (شرائح لحم العجل، لحوم الطرائد، الأسماك المرباة في المياه الحلوة والفطائر الإمبراطورية المقلية) والطبق الخاص بالمنزل- إنّه الـ «لاندهاوس كلاسيك» وهو ثلاث قطعٍ من لحم العجل المسلوق المقدمة مع وجبات جانبية متنوعة. كما يتوفر في وقت الغداء مجموعة وجبات بأسعار مخفضة (حساء ووجبة رئيسية مقابل 5.80 يورو وفي يوم الأحد مقابل 10.50 يورو) وفي المساء مجموعة من وجبات العشاء الخاصة (ابتداءً من 18,50 يورو). وتتغير قائمة الطعام اليومي بشكلٍ دائم بحسب توفر المنتوجات الموسمية.
علماً انه يفتح أبوابه سبعة أيام في الأسبوع.

### مطعم ماريا لوريتو
مطعمٌ يقع بجانب البحيرة في فيلا عمرها 150 سنة، Restaurant Maria Loretto. يقدمُ المطعم مأكولات من المطبخ المتوسطي ضمن محيطٍ فريدٍ مُطلٍ على بحيرة فورثيرسي.

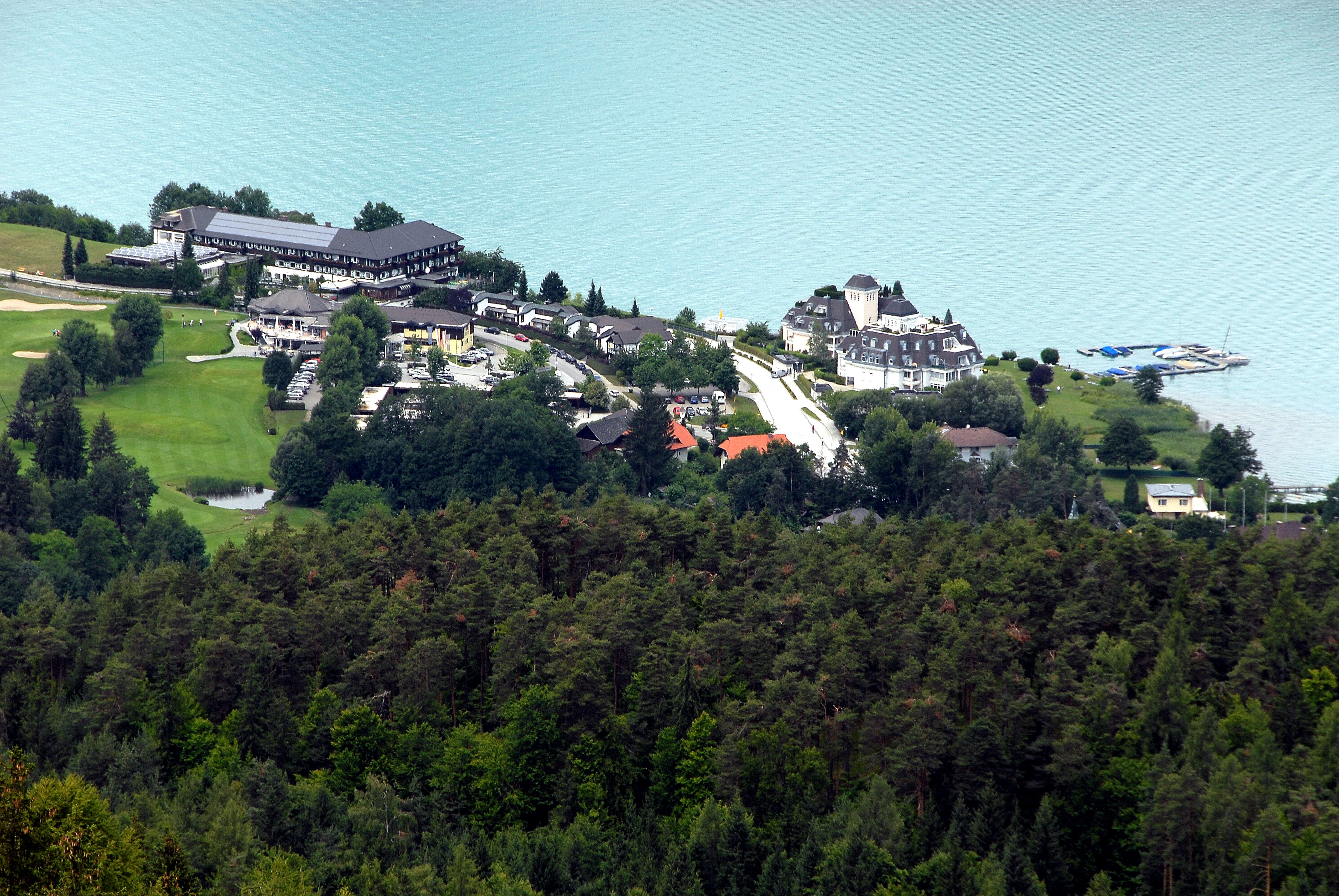
مطعم ماريا لوريتو

### مطعم شيفا
مطبخٌ هنديٌّ تقليديٌّ، Shiva Restaurant. موجودٌ في مركز كلاغينفورت.

### مطعم فيلا ليدو
يقع هذا المطعم الإيطالي، Restaurant Villa Lido ، في كلاغينفورت بالقرب من بحيرة فورثيرسي، ويتميز بإطلالاته الخلابة على البحيرة والجبال المحيطة.

### فندق قلعة شلوس فيلدين
لقد كانت قلعة فيلدين، Castle Schloss Velden Hotel، المبنية في الأصل بين عامي 1590 و1603، منذ وقت طويل الوجهةَ السياحية المفضلة للمشاهير العالميين وأفراد الأسر الملكية وأصحاب المقامات الرفيعة ونجوم الأفلام والكتاب. إنّه لمنتجعٌ نمساويٌّ مميز ومشهورٌ منذ قرون بين نخبة أوروبا كملاذٍ مُترفٍ واقع على الجانب المُشمس من جبال الألب، إنّها قلعة شلوس فيلدين الأسطورية، إنهُ فندق كابيلا الذي خضع لأعمال ترميمية قبل ان يُعاد افتتاحه في صيف عام 2007. إنَّ فندق البوتيك هذا لهو رمز لرفاهية تقليدية وتصميمٌ معاصرٌ في الوقتِ ذاته. يقعُ منتجعُ قلعة شلوس فيلدين المترف في موقعٍ ملكيٍّ نمطيّ، وهو المعروفُ في جميع أنحاء العالم بذهبية صفارة لونه المشهور، عند قمة بحيرة فورثيرسي العظيمة.

### فندق كارينثيا فيلدين
يقع فندق كارينثيا، Hotel Carinthia Velden، ذو الـ 4 نجوم في قلب فيلدين، في كارافانكِنبلاتز، على بعد بضعة أمتارٍ من كوربارك والبحيرة والكازينو. إنّ الفندق هو جوهرةُ «الهندسة المعمارية لـ فورثيرسّي» للقرن الـ 19 وقد لعب دوراً مهماً في تاريخ خليج البحيرةِ الغربيّ. تسحرُ الشقق والأجنحةُ والغرف الضيوفَ بسحرها المرتبط بالماضي وخطوط ألوانها المعاصرة، بينما تتميز باطلالاتها الرائعة على البحيرة وكوربارك وجبال كارافانكِن.

### فندقُ كازينو فيلدين
فندق عصري، Casino Hotel Velden. يقع في قلب فيلدين مع شاطئ خاص.

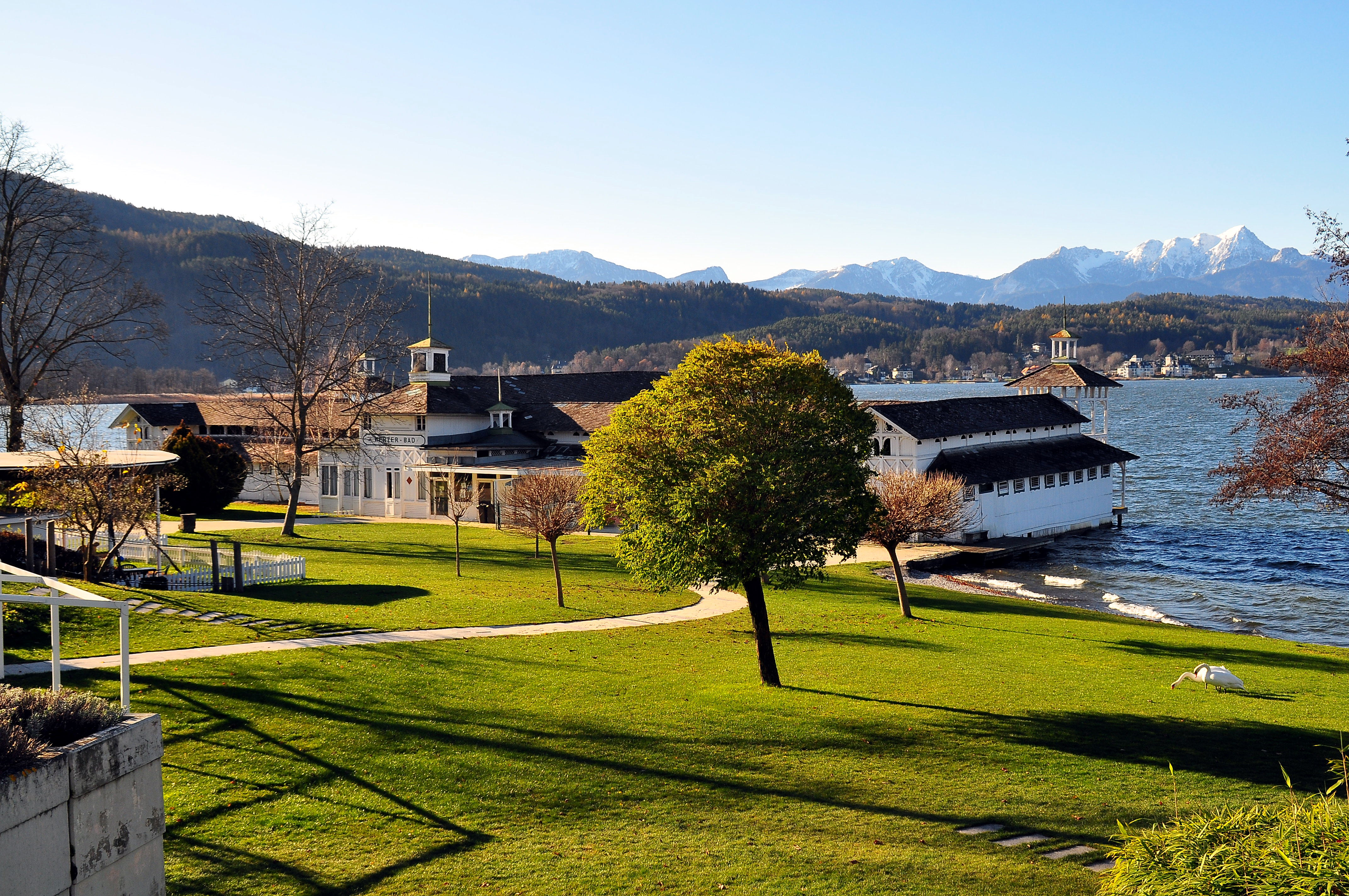
فندق في ورثير سي

### فندقُ غارني غوريتشينغ
فندقٌ صغيرٌ دافئٌ، Hotel Garni Goritschnigg، في قلب فيلدين.

### فندق فيرينهوتيل فورثيرسي
يقعُ فندقُ فيرينهوتيل فورثيرسي، Ferienhotel Wörthersee. في موقع جميلٍ بالقرب من البحيرة حيث باستطاعتك أن تلاحظ شروق الشمسِ فوق ماريا فورث وغروب الشمس الجميل خلفَ سلسلة جبال كارافانكن.

### فندق قصر بورشي
يقعُ في مركز مدينة كلاغينفورت تماماً فندق قصر بورشيا، Palais Hotel Porcia، وتفصلهُ مسافة قصيرة تستطيع ان تقطعها مشيا على الأقدام عن النقاط السياحية الرئيسيةِ للمدينة القديمة.

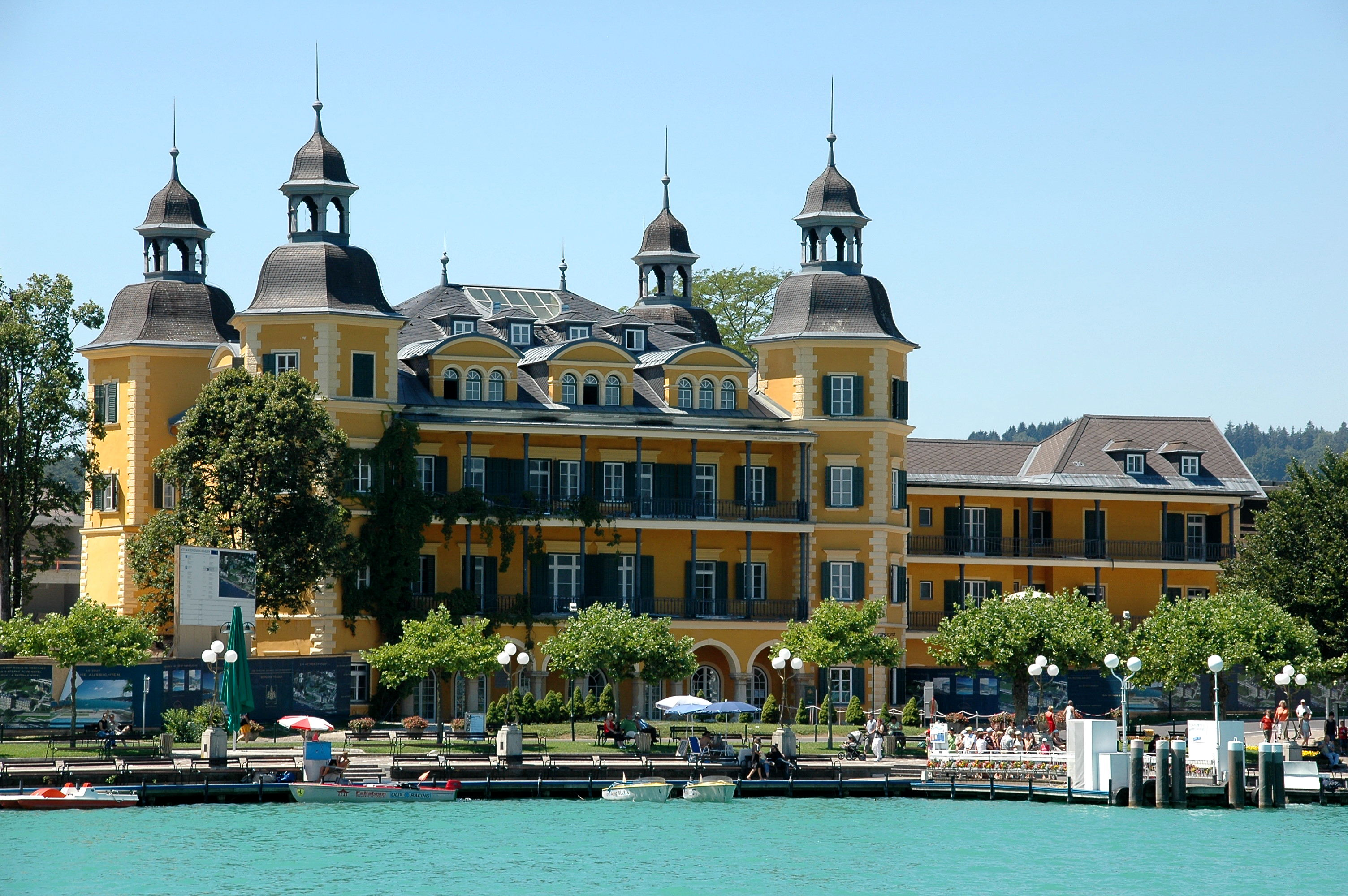
أحد فنادق ورثير سي

### فندق قلعة ليونشتين
فندقٌ أنيقٌ في قصرٍ قديم، Hotel Castle Leonstain. تعرضُ القلعةُ التاريخيةُ 33 غرفةً; إثنا عشر منها هي عبارة عن أجنحة. علما انه يبلغ عمر كل غرفة 600 عامٍ تقريباً. ويحتوي الفندق على شاطئ خاص بالنادي.

### فندق بالانس
فندقٌ بقوةِ الـعناصر الأربعة، Hotel Balance. ما يميز هذا الفندقُ وقوعه في مكان مفعم بالطاقة وبالعناصر الأربعةَ بينَ الجبالِ والبحيرةِ التي تؤمنُ الطاقةَ الصافيةَ للحياة. وسيشعرُ المتواجد في هذا الفندق انه يقضي إجازة مليئة باحساس قوةِ العناصر الاربعة وبإيقاع الفصول الأربعة.

## بطاقة بحيرة ورثير سي
تستطيع الحصول على البطاقة بالمجان من أغلب فنادق وبنسيونات المنطقة وبالطبع من جميع مكاتب هيئة السياحة. تُتيحُ البطاقة الدخول المجاني إلى ثمان منتجعاتٍ شاطئيّة تقعُ على أربع بحيراتٍ ولبعض وجهات التنزه السياحية البالغ عددها 100 وجهة بالإضافة إلى المشاركة المجانية في نزهاتٍ مثيرةٍ مشياً على الأقدام في أرجاء إقليم «كارينثيا»، وتشتملُ البطاقة أيضاً على الدخول إلى «ميني ميندس» وهو عبارةٌ عن مُجسمٍ للعالم كلِّه يقعُ عند ضفافِ بحيرة «ورثير سي».